# Ville souterraine de Derinkuyu
La ville souterraine de Derinkuyu (Μαλακοπή en cappadocien) est une ancienne ville souterraine à plusieurs niveaux située dans le district de Derinkuyu, dans la province de Nevşehir, en Turquie.
S'étendant à une profondeur d'environ 85 mètres, elle est assez grande pour avoir abrité jusqu'à 20 000 personnes avec leurs réserves de bétail et de nourriture.
C'est la plus grande ville souterraine mise au jour en Turquie et l'un des nombreux complexes souterrains découverts à travers la Cappadoce.

## Cité refuge des Grecs chrétiens
La cité servit de refuge aux premiers chrétiens grecs, face aux persécutions de l'Empire romain (édit de Dioclétien en 303) ; et, à partir du VIIe siècle, face aux persécutions des clans musulmans sunnites des Omeyyades et des Abbassides, elle fut de nouveau utilisée pour protéger les chrétiens orthodoxes grecs de la région. 
Elle fut par la suite utilisée comme lieu de protection contre les Turcs ottomans occupant l'Asie Mineure grecque. Les Grecs vécurent dans la cité jusqu'à la fin de la Première Guerre mondiale, lorsqu'ils subirent l'expulsion du pays à la suite d'une politique de purification ethnique de la part des Turcs nationalistes.

## Fonctionnement de la ville
Le flux d'aération est assuré par des puits. La ville, qui s'enfonce jusqu'à 85 m de profondeur, a une capacité d'accueil de 20 000 personnes. Elle se compose de grandes cavernes qui servaient peut-être d'école ou de lieu de cultes, de chambres, de salles d'eau, de cuisines, d’étables pour animaux, et de plusieurs salles partagées, notamment des réservoirs d'eau, des celliers, des stocks d'armes. Il est également prévu des chambres spéciales pour les corps des morts.